# Pierre Jules Baroche
Pour les articles homonymes, voir Baroche.
Pierre Jules Baroche, né à Paris le 19 novembre 1802 et mort à Jersey le 29 octobre 1870, est un avocat et homme politique français,
ministre présidant le Conseil d'État du 30 décembre 1852 au 23 juin 1863.

## Biographie
Reçu avocat en 1823, il plaida avec succès dans plusieurs affaires retentissantes, notamment dans le procès des Messageries françaises contre les Messageries royales et les Messageries générales. Gustave Louis Chaix d'Est-Ange, Philippe Dupin, Delangle plaidèrent pour les Messageries royales. Les Messageries françaises, dont Baroche était l'avocat, perdirent leur procès devant la Cour de Lyon, mais Baroche devint célèbre.
Deux fois élu bâtonnier de l'Ordre des Avocats, bâtonnier de l'ordre en 1846, il se lança, sous Louis-Philippe, dans l'opposition Libérale.
Élu député de la Charente-Inférieure l'année suivante, il fait partie de l'opposition dynastique, prend part à l'organisation des Banquets destinés à obtenir une modification des conditions du cens électoral et signe l'acte d'accusation contre le ministère Guizot et Duchâtel, lui-même implanté dans le Sud du département.
En avril 1848, il est élu à l'Assemblée nationale et vote avec les Conservateurs.
Le 15 mai, il réclama la destitution de Caussidière, préfet de police, et le licenciement de sa garde républicaine. Il s'éleva ainsi dans l'estime des « hommes d'ordre » et conquit, peu de temps après, celle des gens "en place" en combattant un amendement de Flandin, qui voulait que dans la huitaine, les représentants du peuple pourvus de fonctions publiques fussent tenus d'opter entre ces fonctions et le poste de représentant (14 juin). Baroche répondit en s'abritant derrière la « souveraineté du peuple ». L'amendement Flandin fut rejeté.
Le 1er juillet (discussion de la loi sur les conseils municipaux), il proposa avec succès que, dans les communes de plus de trois mille âmes, le pouvoir Exécutif restât en possession de nommer les maires et les adjoints. Il tint une ligue de conduite analogue dans la discussion du projet de Constitution, et essaya de faire attribuer au pouvoir Exécutif, plutôt qu'à l'Assemblée nationale, la nomination des membres du Conseil d'État. Il défendit encore contre certains projets de réduction les traitements des magistrats et des préfets, intervint, avec les sentiments les plus conservateurs, dans les débats suivants : loi sur les Coalitions (3 janvier 1849), loi sur l'Organisation Judiciaire (12 février). Rapporteur de la loi sur la Presse, il s'en montra le défenseur opiniâtre, ainsi que du maintien du cautionnement : il obtint, à ce sujet, le rejet des amendements Pascal Duprat et Valette.
Devenu ainsi un des chefs les plus influents de la majorité de Droite, il consolida encore cette situation dans l'Assemblée Législative, où 74 563 voix sur 90 799 votants l'envoyèrent représenter à nouveau la Charente-Inférieure.
En mars et avril 1849, il est Procureur général de la Haute Cour de justice de Bourges, qui juge les "insurrectionnels" du 15 mai 1848 (Blanqui, Barbès, Raspail, Blanc...), accusés d'avoir voulu renverser la Commission exécutive à l'occasion d'une manifestation de soutien à la Pologne. Il occupe la même fonction auprès de la Haute Cour de justice de Versailles chargée de juger, du 12 octobre au 15 novembre 1849, les responsables de la journée du 13 juin 1849.
Le 30 mai 1849, il fut nommé par 405 voix premier vice-président de la Chambre. Précédemment, le prince président, dont la politique n'avait pas de soutien plus fidèle, l'avait fait Procureur Général près la Cour d'appel de Paris. Plus que jamais il se fit le champion des idées de la Réaction, parlant sans cesse en faveur des projets du gouvernement présidentiel, notamment dans les questions relatives aux condamnés politiques (8 décembre 1849) et à la transportation en Algérie des insurgés de juin (23 et 24 janvier 1850). Son zèle répressif ne s'exerçait pas seulement à l'Assemblée.
Procureur général, il fit pleuvoir sur les journaux républicains une grêle de condamnations : désigné, par décret du 28 janvier 1849, pour remplir ces mêmes fonctions près la haute Cour de Bourges, réunie pour juger les accusés du 15 mai (Barbès, Blanqui, Sobrier, etc. ), il requit contre eux les condamnations les plus sévères.
Après l'affaire du 13 juin 1849, Baroche proposa à l'Assemblée législative la mise en accusation des représentants Ledru-Rollin, Considérant, Boichot, etc. ; mais, épuisé de fatigue, il ne put porter lui-même la parole devant la Haute Cour de Versailles, près de laquelle un nouveau décret l'avait nommé procureur général.
En 1849, devenu vice-président de l'Assemblée législative, il essaya d'être un trait d'union entre la majorité parlementaire et le Président de la République Louis-Napoléon Bonaparte.
Nommé ministre de l'intérieur par le Prince-président en 1850, appuyé par Achille Fould, il prépare la loi du 31 mai, qui restreint le suffrage universel, et quitte le ministère en 1851, lorsque Louis-Napoléon Bonaparte demande le retrait de cette loi.
Ministre, il fit voter la suspension du droit de réunion, la faculté d'interdire les réunions électorales, le rétablissement de l'impôt du timbre sur les journaux, l'augmentation du chiffre du cautionnement, la loi sur la déportation des condamnés politiques à Nouka-Hiva. Puis, de concert avec les chefs de la Droite, il proposa la célèbre loi de restriction du suffrage universel, dite du 31 mai. Sa participation active à la confection de cette loi lui avait gagné la confiance entière de la Majorité ; mais son attachement particulier, de plus en plus marqué à la politique personnelle de Louis-Napoléon Bonaparte, excita, à la fin, quelques défiances à Droite. Très vivement combattu, d'autre part en toute occasion par l'opposition de Gauche, il fut contraint de se retirer devant le vote de l'ordre du jour (de ?) Sainte-Beuve, soutenu par Rémusat, Berryer, Thiers et Cavaignac, et ainsi conçu : "L'Assemblée déclare qu'elle n'a pas confiance dans le ministère et passe à l'ordre du jour". Son dernier acte fut la destitution du général Changarnier.
Le 10 avril 1851, il revint au pouvoir en qualité de Ministre des Affaires étrangères, mais dut donner sa démission le 14 octobre pour n'avoir point à soutenir une politique qui allait demander le retrait de la loi du 31 mai.
Après le coup d'État du 2 décembre 1851, il est nommé vice-président de la Commission consultative, puis vice-président et enfin président du Conseil d'État, avec droit de prendre part aux travaux des ministres. L'Empire rétabli, il conserva cette situation et fut nommé grand-croix de la Légion d'honneur en 1855.
Assurant au mois de janvier 1860 l'intérim du ministère des Affaires étrangères, entre la retraite de Walewski et l'installation de Thouvenel, il devint en novembre de la même année ministre sans portefeuille, chargé de défendre les idées du gouvernement devant le Corps législatif et le Sénat et entra aussi dans le conseil privé.

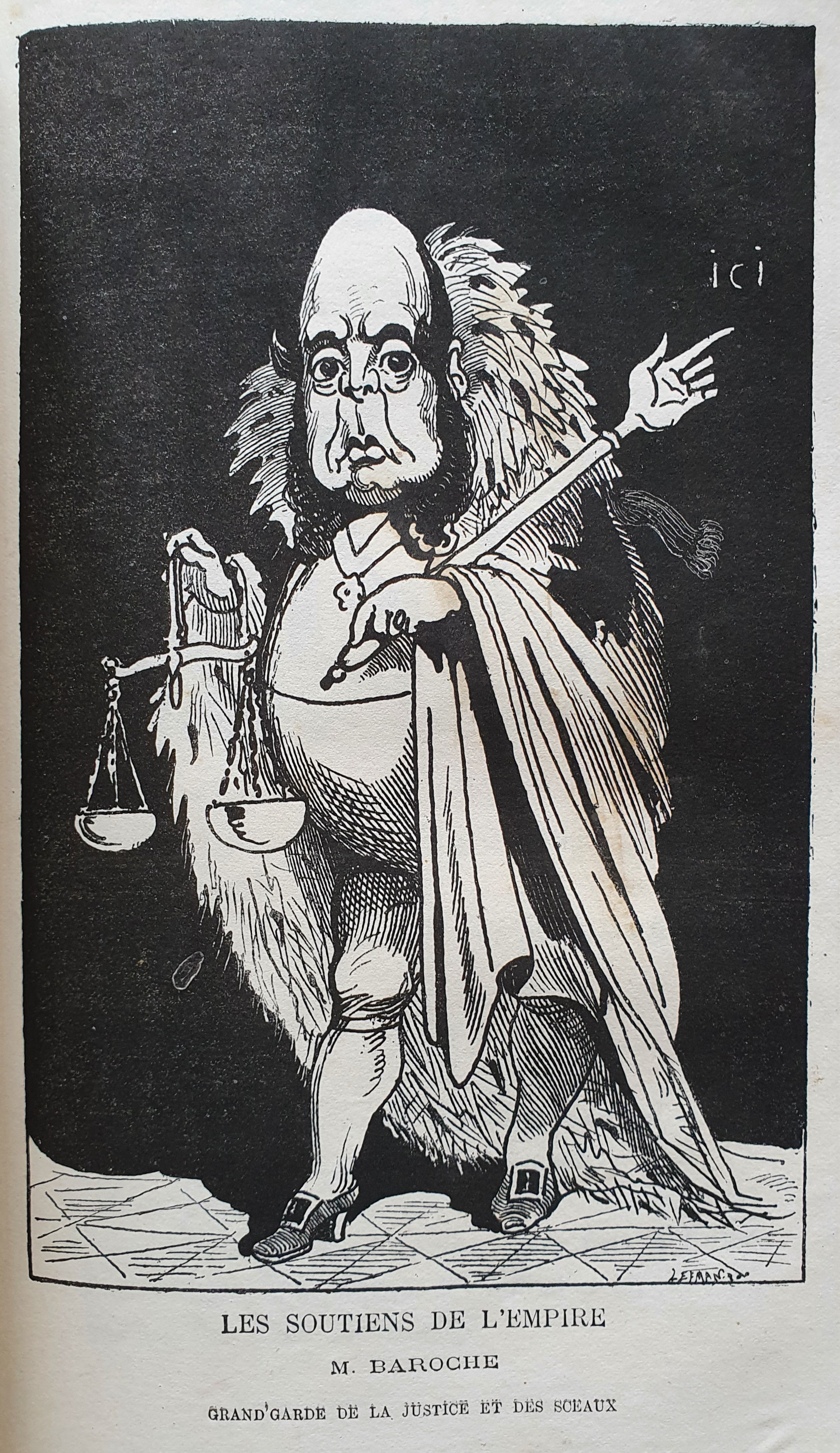
Caricature de Pierre Jules Baroche garde des sceaux dans lHistoire tintamarresque de Napoléon III, Touchatout, 1877.

Il devient ministre de la justice et des Cultes (1863-1869) et comme tel interdit aux évêques la publication du Syllabus. Le 20 octobre 1864, il avait été élevé à la dignité de sénateur.
Baroche se démit enfin de son portefeuille le 17 juillet 1869 pour se borner ensuite à siéger au Sénat jusqu'à la séance du 4 septembre 1870, au cours de laquelle, alors que la Chambre était envahie, il proposa au Sénat et fit adopter l'idée de se séparer immédiatement « dans le but de mieux défendre au dehors, par les moyens personnels, l'ordre et la dynastie ».
Lors de la chute de l'Empire, il était sénateur et membre du conseil privé, et était si étroitement lié à l'Empire et à sa politique qu'il dut, comme nombre d'autres fonctionnaires de haut rang du gouvernement impérial, s'enfuir à l'île de Jersey, où il devait mourir peu de temps après. Il repose au cimetière du Père Lachaise (4ème division), à Paris.

## Vie familiale

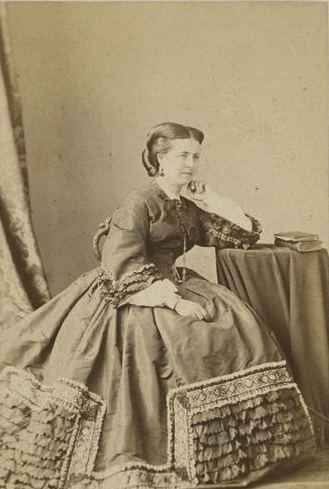
Photographie de Mme Baroche, née Céleste Le Tellier.

Il épousa Célestine Le Tellier (1810-1878), fille d'Alphonse Letellier, d'où :
- Ernest (1829-1870), tué au combat au Bourget le lendemain de la mort de son père (30 octobre 1870), en commandant le 12e bataillon des Mobiles de la Seine ;
- Marie-Alice-Caroline, épouse de Louis-Edmond-Alexis Goupy de Morville ;
- Alphonse (1833-1904), Trésorier-payeur général du Calvados, marié à Laure Nanquette, nièce de Jean-Jacques Nanquette, évêque du Mans :
  - Julie, épouse du comte Jean-Baptiste-Achille-Napoléon Treilhard (1858-1947), officier d'infanterie et conseiller général de Seine-et-Oise, petit-fils d'Achille Libéral Treilhard ;
  - Geneviève, épouse de Henri-Julien-Marie Busson-Billault.

Sa sœur avait épousé Adolphe Delapalme.

## Décorations
- Grand-croix de la Légion d'honneur